# Jan Hendrych a spol.
Jan Hendrych a spol. byla kuklenská firma, která se v roce 1873 neúspěšně pokusila založit a vést tamní pekárenský a mlýnský závod.

## Historie
9. ledna 1873 žádal Jan Hendrych, účetní ve starém cukrovaru a předseda akciové obchodní společnosti v Kuklenách, o odprodání obecního pole u kuklenské kovárny, kde je dnes škola, protože tam chtěl se společníky zařídit pekárnu na chléb a dodávat chléb do Prahy a do Liberce, týdně 300–400 centů. Společnost měla v úmyslu u pekárny postavit i parní mlýn, kde mínila semlít až 500 korců týdně, díky čemuž by se mohly obnovit obilní trhy v Kuklenách. 20. března téhož roku byl ve schůzi obecního zastupitelstva zamítnut odprodej pozemku u kovárny Hendrychovi a pronajat byl kováři Chalupovi.
10. května 1873 zažádala společnost Jan Hendrych a spol. o povolení k postavení pekárny na chléb. V hostinci se ujednalo, aby některé hospodyně upekly chléb na zkoušku a která jej nejlépe upeče, té že se pečení svěří; nebylo však dohody, a tak byl chléb pečen pekařem. Pekárna byla povolena 10. května v čp. 59, které Hendrych koupil od Jana Šejvla 1. května 1873. 30. června 1873 bylo společnosti uděleno povolení ke stavbě pekárny v zahradě výše jmenovaného domu.
Následujícího roku žádal Hendrych, aby se nájemníci z čp. 59 vystěhovali. Představenstvo obce však odpovědělo, že až 1. května 1874. Ale Hendrych dal nájemníkům náhradu za vystěhování. Později podnik zanikl.
18. ledna 1878 zakoupila obec ve 2. exekuční dražbě usedlost čp. 59 se zahrádkou pod 1 korec 2 věrtele za nejvyšší podání 4191 zl. Na pekárně vázly dluhy: hradecké spořitelny 2500 zl., Záložního úvěrního ústavu v Hradci Králové 269,91 zl., rodiny Ludvíkovy 220 zl., jiné pohledávky 222 zl., takže Hendrychovi zbylo 780 zl. Následně 5. února bylo rozhodnuto o vypsání konkursu na pronájem bývalé pekárny a v červnu 1878 byla pronajmuta za roční plat 250 zl. na 6 let Antonínu Srdínkovi. 13. července téhož roku vydal okresní soud vydražený domek čp. 59 obci. Později byl v domě zřízen chudobinec.